# 2021年科羅拉多州波德槍擊案
2021年科羅拉多州波德槍擊案又稱2021年科羅拉多州博爾德槍擊案， 2021年3月22日，美国科罗拉多州波德一家金苏柏超市发生的大规模枪击事件。槍擊案造成10人身亡，其中包括一名当地警官埃里克·塔利（Eric Talley）。嫌犯艾哈迈德·阿里维·艾萨被控10项一级谋杀罪。该案是3月16日亚特兰大按摩中心枪击案相隔不到一个星期后美国又一起枪击案。

## 過程
北美山区时区3月22日下午2点半后，枪手手持一把AR-15突击步枪进入金苏柏超市掃射。
槍擊案發生後，博尔德警察局接到報警稱有人携带步枪。博尔德警官埃里克·塔利（Eric Talley）隨後趕到槍擊現場，不過他被兇手开枪打死。在警方抵达现场约2小时后，一名受傷男子被逮捕。

## 兇手
嫌犯艾哈迈德·阿利维·阿里萨（Ahmad Al Aliwi Alissa）是一名出生於1999年的敘利亞男子，已入籍美國。同家人于2002年移民美国，于2014年移居到阿瓦达，其大部分時間居住在美國，畢業於阿瓦达西高中。其同學透露，阿里萨脾气暴躁。2017年11月，阿里萨在學校裡將另一名學生打暈，並於2018年被判三級襲擊，阿里萨表示，該同学曾用种族用语称呼他。2018年，阿里萨因涉嫌破坏罪被捕。
兇手的哥哥阿里·阿利维·阿里萨（Ali Aliwi Alissa）表示，阿里萨从2014年左右开始越来越偏执、反社会，认为自己被人跟踪和追捕，另外阿里萨的哥哥认为学校里的欺凌和言语可能导致了阿里萨的偏执。阿里萨曾经擔心被人監視，用胶带將电脑的摄像头遮住。